# Championnats de France de patinage artistique 2003
Navigation
Championnats de France 2002 Championnats de France 2004
Les championnats de France de patinage artistique 2003 ont eu lieu du 13 au 15 décembre 2002 à la patinoire des Courtilles à Asnières-sur-Seine. 
Les championnats accueillent 4 épreuves: simple messieurs, simple dames, couple et danse sur glace.

## Faits marquants
- Le 14 décembre 2002, Candice Didier devient la plus jeune patineuse de tous les temps à gagner le titre national, à l'âge de 14 ans et 333 jours.

- Sarah Abitbol et Stéphane Bernadis conquièrent leur dixième et dernier titre national dans la catégorie des couples artistiques.

- La patineuse allemande Annette Dytrt a participé à la compétition féminine. Son classement (1re) n'est toutefois pas comptabilisé dans les résultats officiels.

- Les patineurs allemands Eva-Maria Fitze/ Rico Rex (2e) et Nicole Nönnig/ Matthias Bleyer (5e) ont participé à la compétition des couples artistiques, mais leurs classements ne sont pas comptabilisés dans les résultats officiels.

## Podiums
| Épreuves                            | Or                                      | Argent                                | Bronze                             |
| Messieurs résultats détaillés       | Brian Joubert                           | Stanick Jeannette                     | Frédéric Dambier                   |
| Dames résultats détaillés           | Candice Didier                          | Anne-Sophie Calvez                    | Christelle Miro                    |
| Couples résultats détaillés         | Sarah Abitbol / Stéphane Bernadis       | Sabrina Lefrançois / Jérôme Blanchard | Marylin Pla / Yannick Bonheur      |
| Danse sur glace résultats détaillés | Isabelle Delobel / Olivier Schoenfelder | Roxane Petetin / Matthieu Jost        | Nathalie Péchalat / Fabian Bourzat |

## Détails des compétitions

### Messieurs
| Rang    | Nom                 | Points | Prog. court | Prog. libre |
| ------- | ------------------- | ------ | ----------- | ----------- |
| 1       | Brian Joubert       | 2.0    | 2           | 1           |
| 2       | Stanick Jeannette   | 2.5    | 1           | 2           |
| 3       | Frédéric Dambier    | 4.5    | 3           | 3           |
| 4       | Vincent Restencourt | 6.0    | 4           | 4           |
| 5       | Alban Préaubert     | 7.5    | 5           | 5           |
| 6       | Damien Djordjevic   | 10.5   | 9           | 6           |
| 7       | Jean-Michel Debay   | 10.5   | 7           | 7           |
| 8       | Julien Lefèvre      | 13.0   | 10          | 8           |
| 9       | Yoann Deslot        | 13.0   | 8           | 9           |
| 10      | Baptiste Porquet    | 13.0   | 6           | 10          |
| 11      | Jérémie Colot       | 17.0   | 12          | 11          |
| 12      | Grégory Reverdiau   | 17.5   | 11          | 12          |
| 13      | Gilles Cabaret      | 19.5   | 13          | 13          |
| 14      | Mathieu Delcambre   | 21.0   | 14          | 14          |
| 15      | Mathieu Ardil       | 22.5   | 15          | 15          |
| Forfait | Samuel Contesti     |        |             |             |
| Forfait | Yannick Ponsero     |        |             |             |

### Dames
| Rang    | Nom                | Points | Prog. court | Prog. libre |
| ------- | ------------------ | ------ | ----------- | ----------- |
|         | Annette Dytrt      | 2.0    | 2           | 1           |
| 1       | Candice Didier     | 3.5    | 3           | 2           |
| 2       | Anne-Sophie Calvez | 3.5    | 1           | 3           |
| 3       | Christelle Miro    | 7.0    | 6           | 4           |
| 4       | Geraldine Zulini   | 7.5    | 5           | 5           |
| 5       | Gwenaëlle Jullien  | 8.0    | 4           | 6           |
| 6       | Céline Lacour      | 11.0   |             |             |
| 7       | Gwendoline Didier  | 11.0   |             |             |
| Forfait | Vanessa Gusmeroli  |        |             |             |

### Couples
| Rang | Nom                                   | Points | Prog. court | Prog. libre |
| ---- | ------------------------------------- | ------ | ----------- | ----------- |
| 1    | Sarah Abitbol / Stéphane Bernadis     | 1.5    | 1           | 1           |
|      | Eva-Maria Fitze/ Rico Rex             | 3.5    | 3           | 2           |
| 2    | Sabrina Lefrançois / Jérôme Blanchard | 4.0    | 2           | 3           |
| 3    | Marylin Pla / Yannick Bonheur         | 5.5    |             |             |
|      | Nicole Nönnig/ Matthias Bleyer        | 7.0    |             |             |

### Danse sur glace
| Rang | Nom                                     | Points | Danse imposée | Danse originale | Danse libre |
| ---- | --------------------------------------- | ------ | ------------- | --------------- | ----------- |
| 1    | Isabelle Delobel / Olivier Schoenfelder | 2.0    | 1             | 1               | 1           |
| 2    | Roxane Petetin / Matthieu Jost          | 5.0    | 3             | 3               | 2           |
| 3    | Nathalie Péchalat / Fabian Bourzat      | 5.0    | 2             | 2               | 3           |
| 4    | Caroline Truong / Sylvain Longchambon   | 8.0    | 4             | 4               | 4           |
| 5    | Amandine Borsi / Fabrice Blondel        | 10.0   | 5             | 5               | 5           |

## Sources
- Résultats des championnats de France 2003 sur le site The Figure Skating Corner.
- Résultats des championnats de France 2003 sur le site Planète Patinage.
- Patinage Magazine N°86 (Janvier/Février 2003)